# روبرت باركر (لاعب كرة الماء)
روبرت باركر (بالإنجليزية: Robert Parker)‏ هو لاعب كرة الماء بريطاني، ولد في 1987.

## وصلات خارجية
- روبرت باركر على موقع أوليمبيديا (الإنجليزية)
- روبرت باركر على موقع اللجنة الأولمبية البريطانية (الإنجليزية)